# Az ötödik pecsét (film)
Az ötödik pecsét 1976-ban bemutatott magyar filmdráma, amely Sánta Ferenc azonos című regényének filmadaptációja. A forgatókönyvíró és a rendező Fábri Zoltán, a zeneszerző Vukán György, a főszereplők Őze Lajos, Latinovits Zoltán, Márkus László, Bencze Ferenc és Horváth Sándor. A mozifilm a Budapest Filmstúdió és a Mafilm gyártásában készült. 
Magyarországon 1976. október 7-én mutatták be a mozikban. Amerikában VHS-en adták ki, amelyet a Facets Multimedia Distribution forgalmazott.
Az ötödik pecsét a Bibliában a hétpecsétes titkok egyikét rejti. A hétpecsétes könyv a jövő titkait tartalmazza.
„És mikor felnyitotta az ötödik pecsétet, látám az oltár alatt azoknak lelkeit, akik megölettek az Istennek beszédéért és a bizonyságtételért, amelyet kaptak. És kiáltának nagy szóval, mondván: Uram, te szent és igaz, meddig nem ítélsz még, és nem állasz bosszút a mi vérünkért azokon, akik a földön laknak? Akkor adatának azoknak egyenként fehér ruhák; és mondaték nékik, hogy még egy kevés ideig nyugodjanak, amíg beteljesedik mind az ő szolgatársaiknak, mind az ő atyjokfiainak száma, akiknek meg kell öletniök, amint ők is megölettek.”

## Történet
1944 december közepe. Budapest a körülzárás határán, mindennaposak a légiriadók és a razziák, éjszakánként elsötétítés van, a városban tombol a nyilasterror. Az egyik kiskocsmában a nehéz idők ellenére is esténként összegyűlik egy kisemberekből álló asztaltársaság. A szeszélyes, különc és cinikus Gyurica, aki órás, Király, a kultúrsznob könyvügynök és Kovács, a tisztes, mélyen vallásos asztalos keresik fel minden este Béla kolléga kocsmáját. Egyik este Király elmondja, hogy a vacsorára való, szinte beszerezhetetlen húst egy Hieronymus Bosch albummal fizette ki. Az esti beszélgetés folyamán többször villannak fel részletek az alkotó lázálomszerű képeiből. Aznap este egy frontról sántán és betegen hazatért művészi fényképész, bizonyos Keszei Károly téved közéjük, akit meginvitálnak asztalukhoz, bekapcsolódik a beszélgetésükbe. A kihalt, csöndes, sötét utcáról egy nyilas razziázás zajai, menekülők léptei, majd lövések hallatszanak be, később egy a szomszéd házat kereső járőr be is tér egy (illegális) pálinkára, egyikük a szadista verőlegény, Macák. Távozásuk után a beszélgetés komolyabb irányt vesz. A fotográfus kivételével mind igen súlyos szavakkal illetik az embereket húsdarálóba hajtó kormányt, a gyilkos nyilasokat, a néhány őrült hatalma alá került világot, ahol a történelem során először emberekből főznek szappant, míg az ártatlan kisemberek csak megpróbálják túlélni a poklot.
A beszélgetés ezen pontján Gyurica egy különös kérdést intéz az egybegyűltekhez. Ha újra megszülethetnének, kinek a sorsát vállalnák magukra: a kegyetlenkedő rabszolgatartóét (Tomóceusz Katatiki), akinek a legcsekélyebb lelkifurdalása nincs, amikor rabszolgáit bántalmazza, sőt, úgy érzi, korának erkölcsei szerint megfelelően viselkedik, vagy a rabszolgáét (Gyugyu), akit gazdája megnyomorít és megszégyenít, ám aki mindezeket tűri, mert szenvedésének viselésével bizonyos erkölcsi fölényt érez magában gonosz urával szemben, önmagát tiszta és ártatlan áldozatnak érezve.
A vita elindul, hosszas töprengés után is csak a fényképész tudja egyértelműen Gyugyu szerepét felvállalni, ám a társaság nem hisz őszinteségében. Azt is elmondja, szerinte ha valaki egy magasabb erkölcsi szintre jutott, kötelessége felemelnie a többieket saját szintjére, akár azok akarata ellenére is. Gyurica úr csak egy félvállról vett „aha” válaszra méltatja, de a többiek is úgy vélik, tán jobb lenne, ha senki nem kényszerítené a saját nézeteit másokra.
A társaság az eldurvuló vita után késő éjjel készülődik haza. Keszei még egyszer megpróbálja igazát érvényesíteni Gyugyuval kapcsolatban, ám a többiek nem hisznek neki, Gyurica úr egyenesen hazugnak nevezi, amin Keszei felháborodik. Már szinte kiabálva ekkor a kocsmároshoz fordul, de ő csak annyit mond, akinek igaza van az nem kiabál, egy kiabáló ember meg amúgy is rossz Gyugyu lenne. Szerinte a fényképésznek azzal kéne törődnie, hogy ő mit gondol magáról, nem pedig azzal, hogy ők mit gondolnak róla.
A társaság nyomasztó hangulatban válik el. A fényképész hazafelé úton gyötrődik, hogy ha a másikat mondja, azt biztosan elhiszik, micsoda világ ez, hová lett a jóság – szörnyülködik. Király a sarkon elbúcsúzik Gyuricától, majd visszafordul és felkeresi szeretőjét, csúnyán leittasodik, majd másnap hazafelé menet az utcán megállapítja: naná, hogy ő nem Gyugyu. Kovács a feleségével is megosztja a fogós feladványt, aki rövid töprengés után kijelenti, ő csak Gyugyu tud lenni, azt szokta meg. Kovács álmatlanul forgolódva tölti az éjszakát, és reggelre ő is megállapítja, hogy bizony inkább Tomóceusz Katatiki lenne. A kocsmáros feleségével pénzét számolja és feljegyzéseket készít, kiket kenjen meg, hogy hagyják a boltot működni, kikhez fordulhat protekcióért, ha maradnak a nyilasok, és kikhez, ha esetleg bevonulnak az oroszok. Egy másodpercig sem érzi magát Gyugyunak, mindig a győztesek oldalán próbál állni. Gyuricát hazaérkezvén legnagyobb lánya fogadja, közli, hogy a gyerekeket lefektette, s kettőt összefektetett a jobb helykihasználás végett. A lakásban sok gyerek alszik, bújtatott zsidó gyerekek. Megjelenik egy úr még egy gyerekkel, akinek Gyurica azt mondja, hogy most nála lesz egy ideig, míg a szülei vissza nem jönnek. A gyermek hátborzongatóan kijelenti, hogy a szülei nem jönnek vissza, mert halottak, és csak azért nem halott ő is, mert nem elég nagy hozzá.

A megtört Gyurica hazaindul.

Következő este a háromfős társaság ismét találkozik Béla kolléga kocsmájában. Kovács beismeri, hogy a probléma nagyon megviselte, a többiek tagadják, hogy egyáltalán gondoltak volna rá. A vitát egy megérkező nyilasjárőr szakítja félbe. Vezetőjük egy halk szavú, mosolygós, tanáros, szinte kenetteljesen viselkedő, de a legkisebb ellentmondást sem tűrő fiatal nyilas tiszt. A film ugyan csak sejteti, de a regényben egyértelmű, hogy a meghasonlott és lehazugozott fényképész jelentette fel a társaságot. A nyilasok ezután mindannyiukat beviszik a körzeti nyilasházba. A fiatal tiszt mindenhatóságának tudatában mosolyogva lekurvázza Kovács feleségét, őt a nyilasokra tett előző esti megjegyzései miatt piszkos gazembernek nevezi, akit a tisztességes emberek (a nyilasok) jogosan vonnak felelősségre. Macák, a nyilas verőlegény véresre veri Kovácsot, ezután leviszik a pincébe.
A kihallgatást és verést egy a sarokban ülő civilruhás nyilas figyeli (akinek szerepét Latinovits Zoltán alakítása teszi felejthetetlenné). Öltözéke, magas tudása, a bölcsészetet végzett, civilben tanár fiatal nyilassal való régi ismeretsége és vele szembeni fölényes viselkedése azt feltételezi, hogy valószínűleg egyetemi tanár, a fiatal egykori oktatója lehetett. Ezután mint tanár a tanítványával, elbeszélget a fiatal nyilassal, aki közli, természetesen mind a négyet kivégzik, bár a szavakon kívül nem tettek semmit, ártalmatlan figurák, maga az ügy bagatell.
Az öregebb kérdi, akkor miért verette meg őket, majd egy hosszú filozófiai fejtegetésbe kezd. Ez az ügy éppen hogy nem bagatell. A robbantgatók, röplaposztók az bagatell. Őket előbb-utóbb elfogják, kivégzik, elfogynak. Ám a csöndes többség, akik nem robbantgatnak, nem osztogatnak nyilasellenes röplapokat, a lapító kispolgárok, akik csak beszélnek, de nem tesznek semmit, nos ők a nem bagatellek. Nem kivégezni, hanem megtörni kell őket. Verni kell, de nem öncélúan és indulatból, hanem pedagógiai okból. Hogy tudják, következmények nélkül bármit megtehetnek velük. De ez még nem elég, mert ettől csak félni fognak és gyűlölni, ami nem baj, mert a gyűlölettől még jobban fognak félni. Olyanra kell kényszeríteni őket, amit önként tesznek meg, de utána örökre elveszítik önbecsülésüket, lélektelen, lázadásra és ellenállásra képtelen robotokká válnak.
Reggel felhozzák a foglyokat a pincéből. Az idősebb nyilas tanárosan közli velük, hogy fiatal kollégája kivégeztetné őket, de sikerült őt meggyőznie tévedéséről. Szerinte mindnyájan becsületes állampolgárok, behozásuk tévedés volt, ennek mindössze egy apró bizonyítékát kell adniuk és máris mehetnek haza. Egy félholtra vert, véres, krisztusi pózban kikötözött kommunista fogolynak kell két szimbolikus pofont adniuk hűségük bizonyítékaként.
Alig egy nappal elvont és eldönthetetlen vitájuk után muszáj választaniuk: Tomóceuszok vagy Gyugyuk. Élni akarnak becstelenül, vagy meghalni becsülettel. A döntést nem képesek meghozni. Kovács végül félelmében már megtenné, amit a nyilasok parancsolnak, ám teste felmondja a szolgálatot és tehetetlenül összerogy. Leviszik a pincébe. Béla kolléga egyenesen a civilruhás ellen fordul, sátánnak nevezi, ezért Macák lelövi. A civilruhás nyilas a várakozást megunva végül elindul azzal, hogy tévedett és lőjék le mindnyájukat. Gyurica úr ekkor megtörik és utána szól. Tudja, hogy lakásában saját gyerekei és elbújtatott zsidó gyerekek várnak rá, nem halhat meg. A nyilas kenetteljesen szól, na lám, van maguk között egy becsületes ember. Gyurica elborzadva önmagától már megtenné a két pofont, de Király visszafogja, akit ezért Macák leüt. Végül minden lelkierejét összeszedve megteszi a nyilasok kívánságát. A másik három sorsa nem kétséges.
A civilruhás kívánságának megfelelően úgy tűnt, hogy sikerült „élőhalottat” gyártaniuk. Olyan Gyugyut, akiből a saját becsületességének és ártatlanságának tudatát is kiölték, aki csendben és ellenállás nélkül engedelmeskedik a hatalom szavának. Egy abszurd korszakban azonban semmi sem az, aminek látszik. Kovács, Király, Béla kolléga, akik a vita után könnyebben, vagy nehezebben, de Tomóceuszt választották, a kritikus pillanatban inkább a becsülettel meghaló Gyugyuk lettek. Az önmagát tiszta lelkű Gyugyunak érző Keszei egy apró sértődés miatt négy embert gyakorlatilag halálra ítélt, bebizonyítva, hogy ő is rosszul ítélte meg önmagát, valójában egy embertelen Tomóceusz. Gyurica, az egész abszurd vita kiötlője – aki az asztaltársaságot a nehéz döntésre késztette, de saját maga nem foglalt egyértelműen állást – került a legnehezebb helyzetbe. Élnie kellett a bújtatott árvák miatt, ezért nem volt valódi választási helyzetben, a rá váró gyermekek miatt volt kénytelen teljesíteni a nyilasok parancsát, így volt némi feloldozása. Szerencséjére nem tudta meg, hogy az általa kezdeményezett vita, majd ennek kapcsán Keszei lehazugozása miatt haltak meg barátai. A civilruhás nyilas is tévedett, mivel az első három önmaga becsületéért inkább vállalta a halált, míg Gyurica a rászoruló gyerekek életéért az életet.
Tette és az átélt borzalmak után Gyurica a baráti társaság egyedüli túlélőjeként összeverve, véresen, elcsigázottan, gépemberként indul haza a nyilasházból, nem törődve sem a légiriadóval, sem az embertelenség korszakát afféle tisztítótűzként szétromboló bombázással.

## Képi világ
A különleges dramaturgiai szerkezeten túl említést érdemel még a film látomásos képi világa. Az asztaltársaság egyik tagjához, a könyvügynök Király úrhoz az elbeszélés folyamatos terét és idejét megtörő emlék- és fantáziaképek kapcsolódnak. S noha a férfi víziói foglalkozásából következnek, a húsra cserélt Hieronymus Bosch-album megelevenedő képei nyilvánvalóan összefüggésbe hozhatók a morális mesepéldázatban megfogalmazódó erkölcsi kérdésekkel, illetve világállapottal. A Bosch nyomán elszabaduló szürreális képzeletnél mindenesetre jóval nagyobb hatású a háborús életkép keresetlensége: az órásmester szűkös lakását zsúfolásig megtöltő, békésen alvó gyermekek látványa.

## Forgatási helyszínek
- Béla kolléga kocsmája és a nyilasház belső tere stúdióban volt felépítve
- A nyilasház bejárata a Budapest XIV. kerület, Ilka utca 56. szám alatt található.[2]
- A film végi utcasarok a feszülettel a VIII. kerületi Koszorú utca végén van. A házak és a feszület ma is láthatók.
- A film forgatásának idején történt a középső Józsefváros nagyarányú átépítése, teljes háztömbök tűntek el, nagy házaknál robbantásos módszert alkalmaztak. A valóban összeomló lakóház, a jellegzetesen józsefvárosi utcakép alapján feltételezhető, hogy a bombázásos jelenetet részben ott forgatták.

## Szereplők
- Őze Lajos – Gyurica Miklós, órás kisiparos
- Márkus László – Király László, könyvügynök
- Horváth Sándor – Kovács János, asztalos kisiparos
- Bencze Ferenc – Béla kolléga, kocsmáros
- Dégi István – Keszei Károly, művészi fényképész
- Vándor József (Pufi) – Macák, nyilas pártszolgálatos, verőlegény
- Bánffy György – nyilas pártszolgálatos, aki Macák pálinkáját fizette
- Nagy Gábor – szőke hajú, fiatal nyilas tiszt
- Latinovits Zoltán – civil ruhás nyilas
- Cserhalmi György – kikötözött, haldokló kommunista fogoly
- Apor Noémi – Kovácsné
- Békés Rita – Erzsi, Király felesége
- Moór Marianna – Lucy, Király szeretője
- Pécsi Ildikó – Irén, Béla felesége
- Kiss Gábor – Őr
- Kiss Gabriella – Gyurica kislánya

## Díjak, elismerések
- Moszkvai Nemzetközi Filmfesztivál (1977)
  - díj: Fábri Zoltán (Fődíj)
- Berlini Nemzetközi Filmfesztivál (1977)
  - jelölés: Fábri Zoltán (Arany Medve)
- 2012-ben bekerült a Magyar Művészeti Akadémia tagjai által kiválasztott legjobb 53 magyar alkotás közé.